# Scala Dei

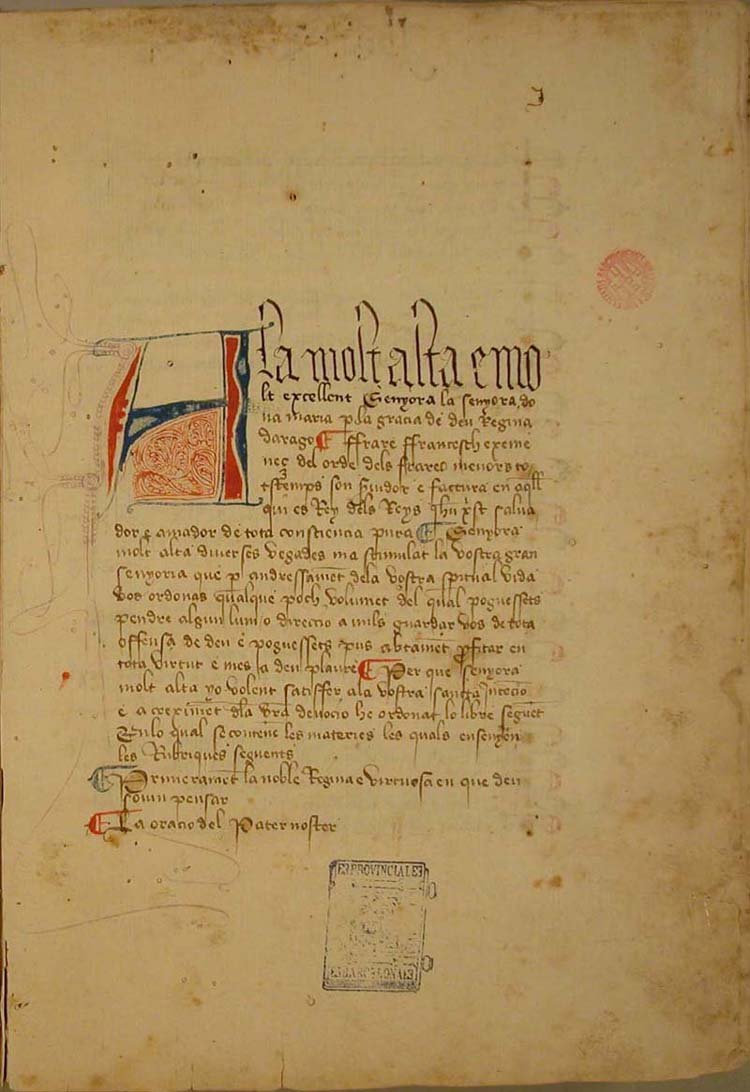
Princípio do manuscrito da Scala Dei de Francesc Eiximenis no manuscrito 88 do Fondo de Reserva da Biblioteca da Universidade de Barcelona.

O livro conhecido como Scala Dei (Escada de Deus), também chamado Tractat de contemplació (Tratado de contemplação) é uma obra escrita por Francesc Eiximenis possivelmente o ano 1399 em Valência em catalão e dedicada a Maria de Luna, rainha da Coroa de Aragão e esposa do rei Martim I de Aragão.

## Gênese
Algumas partes do Llibre de les dones, en concreto as relativas ao Tratado de penitência e ao Tratado de contemplação, se adicionaram ao livro que possivelmente ofereceu Eiximenis à rainha Maria de Luna com motivo da coroação do seu marido Martim I de Aragão (e de ela miesma), como indicou Andreu Ivars. Sabemos que a coroação do rei teve lugar o 13 de abril de 1399, e a da rainha o 23 de abril de 1399.

## Conteúdo
O livro conhecido como Scala Dei (Escada de Déus), é composto por conseguinte com partes do mencionado Llibre de les dones. Além dos fragmentos transcritos literalmente desta última obra, se resumem en certa maneira os capítulos 101 a 274 (referentes às virtudes teologais, às virtudes cardinais, os dez mandamentos, os pecados capitais e os sentidos), como indica o estudoso Curt Wittlin. Este libro pertence ao género dos devocionários, un gênero literário muito popular na Idade Média tardia e especialmente popular entre as classes altas.

## Edições digitais

### Manuscritos
- Edição na Biblioteca Virtual Joan Lluís Vives do Ms. 88 do Fondo de Reserva da Biblioteca da Universidade de Barcelona.

### Incunábulos
- Edição na Memòria Digital de Catalunya da edição incunábula, impressa em Barcelona o 27 de outubro de 1494 por Diego de Gumiel.

### Edições modernas
- Scala Dei. Barcelona. PAM. 1985. 100. Transcripção do manuscrito antigo e nota preliminar e final de Curt Wittlin. Versão ao catalão moderno de Elisabet Ràfols.

### AScala Deidentro das obras completason line
- Obras completas de Francesc Eiximenis (em catalão e em latim).